# August Schmauß
August Schmauß (* 26. November 1877 in München; † 10. Oktober 1954 ebenda) war ein deutscher Physiker, Meteorologe und Klimatologe.

## Leben
Nach dem Abitur 1896 am Wilhelmsgymnasium München studierte August Schmauß in seiner Heimatstadt Mathematik und Physik. 1900 promovierte er mit der Dissertation Über anomale elektromagnetische Rotationsdispersion. Im Frühjahr 1906 wurde er 1. Adjunkt der Bayerischen Meteorologischen Centralstation. 1908 habilitierte er sich. 1910 übernahm er als Nachfolger von Fritz Erk (1857–1919) die Direktion der Centralstation, die ab 1917 Bayerische Landeswetterwarte genannt wurde und führte auch die Vorlesungen Erks fort. Diese Position hatte er bis 1948 inne.
Nach Ablehnung eines Rufes nach Berlin wurde er 1922 Ordinarius in der Sektion Physik der Universität München. Damit wurde die Meteorologie promotionsfähig. Gleichzeitig wurde er zum Leiter des an der Forstlichen Versuchsanstalt eingerichteten Instituts für Meteorologie und Klimatologie ernannt, deren anwendungsorientierte "Meteorologische Abteilung" der Landeswetterwarte angeschlossen war. 1935 wurde die Landeswetterwarte dem Luftamt Bereich in Berlin zugeschlagen und Schmauß erhielt zum Ausgleich an der Philosophischen Fakultät II ein eigenständiges Meteorologisches Institut.
Von 1923 bis 1945 war Schmauß Vorsitzender der Deutschen Meteorologischen Gesellschaft. Er war Mitglied der Preußischen Akademie der Wissenschaften und der Bayerischen Akademie der Wissenschaften. 1932 wurde er zum Mitglied der Deutschen Akademie der Naturforscher Leopoldina gewählt. 1948 wurde er emeritiert.

## Forschung
Schmauß hatte in den 1920er Jahren den Begriff der Singularität in der Meteorologie eingeführt. Seitdem nannte man die Erforschung der Regelmäßigkeiten im Jahresgang der Witterung Singularitätenforschung.

## Ehrungen
- Verleihung des Titels Geheimer Regierungsrat
- Posthum wurde nach ihm die August-Schmauß-Straße in Oberschleißheim (München) benannt. Es ist zugleich die Adresse des Deutschen Wetteramtes.

## Werk
- Wetterkunde und Landwirtschaft. Parey, Berlin 1912. (2. Auflage. 1925)
- Die interdiurne Veränderlichkeit der Temperatur auf der Zugspitze. J. Springer, Berlin 1936.
- Kalendermässige Bindungen der täglichen Temperaturschwankung. Bayer. Akad. d. Wissenschaften, München 1941.
- Der Krieg als meteorologischer Erziehung. In: Zeitschrift für angewandte Meteorologie. 1940.
- Markante Punkte im jährlichen Verlauf des Luftdrucks auf der Zugspitze. Bayer. Akad. d. Wissenschaften, München 1943.
- Meteorologie im Felde. In: Zeitschrift für angewandte Meteorologie. 1943.